# Dropship: United Peace Force
Dropship: United Peace Force  es un juego - simulador de vuelo de combate para la consola PlayStation 2, lanzado en 2002. El jugador asume el rol de un piloto en las Fuerzas Unidas por la Paz (United Peace Force), una ficticia organización militar multinacional encargada de luchar contra el terrorismo y el crimen organizado en todo el mundo. El juego está ambientado en el año 2050.

## Mecánica de Juego
El juego cuenta con un número de aeronaves futuristas,  que van desde rápidos aviones caza hasta aviones de transporte. El juego también cuenta con  niveles en los que el jugador conduce vehículos militares, como los de transporte blindado de personal.
A diferencia de otros juegos de simulación de vuelo, "Dropship" está ambientado en un futuro próximo y los vehículos y las armas, aunque futuristas, se basan en la realidad, y  estos tienen muchos rasgos reconocibles de aviones y vehículos militares actuales. El juego cuenta con misiones donde el jugador tiene que volar bajo para no ser visto, proteger naves vulnerables y entregar / recoger valiosa carga. Otra característica del juego es la capacidad VTOL presente en la mayoría de sus aeronaves, permitiendo al jugador cambiar a un modo de vuelo estacionario y aterrizar el avión manualmente.

## Orígenes
Después de ver el concepto de una nave siendo lanzada de una estación espacial para desplegar tropas y vehículos en varias partes de un planeta en la película Aliens varios desabolladores expresaron su interés de recrear la experiencia en un videojuego.[cita requerida]  Joe Money y Nick Ryan  tu vieron la oportunidad de explotar este concepto con Camden Studio, propiedad de la SCEE.

## Distribución en Norteamérica
La división Norteamericana de la SCEA, opto por no distribuir el juego quedando en manos de un distribuidor menor, BAM! Entertainment.